# Peniocereus greggii
Espèce
Classification APG II (2003)
Statut de conservation UICN

 LC  : Préoccupation mineure
Statut CITES
Peniocereus greggii est une espèce de plantes à fleurs de la famille des Cactaceae, originaire du continent nord-américain.

## Description morphologique

### Appareil végétatif
Ce cactus de 30 à 90 cm de hauteur est constitué d'un petit nombre de tiges rameuses, anguleuses et peu charnues. De loin, l'ensemble ressemble à un petit buisson mort. Chaque tige a une épaisseur d'environ 2,5 cm et est parcourue par 4 à 6 côtes. Les épines sont disposées en groupes rayonnants assez peu nombreux, de 11 à 13 épines mesurant environ 3 mm de long. Elles sont souvent disposées à plat, presque parallèles à la surface de la tige. La racine est tubérisée et ressemble à un tubercule de navet

### Appareil reproducteur

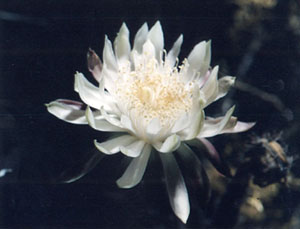
Fleur de Peniocereus greggii.

La floraison a généralement lieu au mois de juin. Les fleurs isolées, blanches, ont un diamètre qui varie entre 5 et 7,5 cm et une longueur de 10 à 15 cm. Elles ont une odeur suave et possèdent de nombreux tépales ; elles ne s'ouvrent que le soir et la nuit.
Le fruit est rouge vif, charnu, et forme de nombreuses graines.

## Répartition et habitat
Cette plante pousse sur les replats des zones désertiques du sud-ouest du continent nord-américain, du sud de l'Arizona et de l'ouest du Texas, aux États-Unis, jusqu'au nord du Mexique.